# SN 2009ke
SN 2009ke – supernowa odkryta 10 czerwca 2009 roku w galaktyce A160724+5400. W momencie odkrycia miała maksymalną jasność 21,30m.